# Brigitte Woman

Logo 2007

Brigitte Woman. Das Magazin für Frauen über 40 war eine monatliche Frauenzeitschrift, mit Zielgruppe für Frauen ab 40 Jahren. Sie erschien im Verlag Gruner + Jahr.
Erstmals erschien das Magazin im Februar 2000 als Sonderheft „Brigitte Special“. Von 2001 bis 2004 kamen je vier Hefte im Jahr heraus, 2005 und 2006 je sechs, und seit Oktober 2006 erschien der Titel monatlich. Die Redaktionsleitung hatte seit dem 1. Oktober 2013 Christine Hohwieler übernommen, sie folgte auf Karin Weber-Duve. Im Jahr 2023 wurde die Zeitschrift eingestellt.

## Themen und Rezeption
Die Schwerpunkte lagen auf Psychologie, Gesellschafts-, Generations- sowie zielgruppengerechte Mode- und Service-Themen. Kosmetik und andere Produkte wurden im redaktionellen Teil, wie in den Werbeanzeigen als Problemlöser für körperliche Schwierigkeiten und Veränderungsprozesse, die mit dem Alter einhergehen, präsentiert. Reisereportagen wurden auf Frauen im Alter von 40 bis 60 Jahren zugeschnitten, „die mehr Reise- und Lebenserfahrung hinter sich haben und […] eine kritische Haltung bezüglich der Qualität entwickelt haben.“
Laut der Studie Frauenzeitschriften aus der Sicht ihrer Leserinnen begründen Leserinnen ihre Rezeption von Brigitte Woman „mit der größeren Nähe zu der Lebensphase, in der sie sich gerade befinden“.